# Bob Harlow
Bob Harlow, né le 21 octobre 1899 et décédé le 15 novembre 1954, était un important promoteur de golf aux États-Unis notamment dans le développement du golf professionnel. Il a notamment été à l'origine de la création du PGA Tour.
Harlow est né à Newburyport dans le Massachusetts. Il devient journaliste avant de devenir le manager du champion de golf Walter Hagen dans les années 1920. En 1930, il prend la tête du management des tournois de la PGA of America et joue un rôle clé dans la mise en place de ce circuit.
Il est allé à travers le pays, ville par ville, pour persuader les clubs locaux et les sponsors de créer des tournois. Il a introduit des idées tels qu'un calendrier annuel, la recherche de sponsors et le système des tournois. En 1936, il cède sa place à Fred Corcoran car il avait des conflits d'intérêts en raison de son activité de manager de certains golfeurs. En 1947, il fonde le magazine Golf World.
Il a été introduit au World Golf Hall of Fame en 1988.